# 69230 Hermes
A 69230 Hermes (ideiglenes jelöléssel 1937 UB) egy földközeli kisbolygó. Karl Wilhelm Reinmuth fedezte fel 1937. október 28-án.

## Kapcsolódó szócikkek

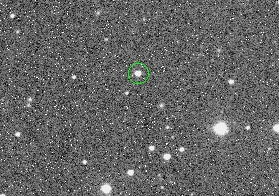
A 69230 Hermes